# USS Alabama (1850)
El USS Alabama fue un vapor de ruedas laterales de madera de 1.281 toneladas, construido en la ciudad de Nueva York en 1850 y que operó a partir de entonces en servicio comercial en el Atlántico occidental.

## Hundimiento
El Alabama fue dado de baja en Filadelfia a mediados de junio de 1865 y vendido menos de un mes después. Pronto reanudó su actividad civil, sin cambio de nombre, y permaneció en servicio mercante hasta que fue destruido por un incendio en 1878.